# 8725 Keiko
8725 Keiko (1996 TG5) là một tiểu hành tinh vành đai chính được phát hiện ngày 5 tháng 10 năm 1996 bởi H. Abe ở Yatsuka.